# 新疆油田公司
新疆油田公司全称中国石油新疆油田分公司，隶属于中国石油天然气集团。在准噶尔盆地经营油气田。公司总部位于新疆维吾尔自治区克拉玛依市克拉玛依区，现在新疆油田公司主要管辖两个大型油气田:
- 克拉玛依油田：于1955年发现的大油田，是中华人民共和国成立以来发现的第一座大型油田。[1]
- 玛湖油田：于2017年发现的十亿吨级大型油田，是世界上最大的整装砾岩油田。[2]